# Калашников, Дмитрий (тренер)
Дмитрий Калашников (латыш. Dmitrijs Kalašņikovs; род. 11 декабря 1983, СССР) — латвийский футбольный тренер.

## Биография
Калашников не занимался футболом профессионально. По его словам, ему пришлось закончить карьеру в 19 лет, из-за травмы колена.
В 28 лет он вошёл в тренерский штаб клуба «Металлург» (Лиепая). С 1 мая по 15 ноября 2012 года исполнял обязанности главного тренера клуба. Позднее несколько лет работал с клубом «1625 Лиепая», а также входил в тренерские штабы «Елгавы» и юрмальского «Спартака». В августе 2018 года после ухода россиянина Александра Гришина Калашников некоторое время исполнял обязанности главного тренера «красно-белых».
В январе 2019 года возглавил эстонский клуб «Нарва-Транс». При нём команда неплохо стартовала в чемпионате и вышла в полуфинал кубок Эстонии. Однако в конце апреля специалист был вынужден покинуть его из-за разногласий с руководством. Президента «Нарвы-Транс» Николая Бурдакова не устраивало то, что Калашников занимается только главной командой и параллельно не занимается выстраиванием вертикали детско-юношеского футбола. В одном из интервью латвийский тренер предположил, что его увольнение связано с финансовыми обязательствами клуба. В случае если «Нарва-Транс» по итогам первого круга заняла бы место в первой четверке, зарплата Калашникова существенно возрастала. А после неплохого старта такая спортивная перспектива выглядела реальной. В августе этого же года стал главным тренером другого эстонского клуба «Курессааре».